# Madeleine Guitty
Marguerite Madeleine Guichard, conocida como Madeleine Guitty (Corbeil, 5 de julio de 1870 - XIV Distrito de París, 12 de abril de 1936) fue una actriz francesa.
Comenzó su carrera artística en el teatro, y posteriormente aparecería en más de 80 películas, desde 1909 a 1936.

## Biografía
Hija de un abogado de Juzgado de Primera Instancia de Corbeil, con un físico insignificante y más bien desagradecido, comenzó su carrera en los escenarios a los 18 años en el Bouffes-Parisiens en una reseña de Numès. Se acercó al caf'conc' mientras se acompañaba a la guitarra, después giró hacia el bulevar, el Gymnase, el Nouveautés, el Palais-Royal, el Teatro Michel, el Théâtre des Variétés, entre otros. Entre sus grandes éxitos en el escenario destacan Une nuit de noces de Henri Kéroul y A. Barré, Chéri, Claudine à l'école de Colette, Ciboulette, la opereta de Robert de Flers y Francis de Croisset, Grisou de Pierre Cervecer, entre los más destacados.
Comenzó ante una cámara en 1909, pero fue Louis Feuillade quien la descubrió y la hizo rodar varios cortometrajes, antes de que se impusiera en 1922 en La Fille des chiffonniers de Henri Desfontaines. Entre sus papeles preferidos se encontraban los de criadas, cocineras, pescaderas, propietarias de puestos de feria.
Madeleine Guitty sólo grabó un único disco de 78 rpm para la compañía Ultraphone en 1933 Elle en un beau pyjama, Emma y Chanson du spahi de la película Le billet de logement .
Muy sencilla, muy popular entre el público, falleció a los 65 años de sepsis después de una operación. Madeleine Guitty descansa en el cementerio de Pantin (57.ª división).

## Filmografía
- 1909 : Amis de collège ou L'Affaire de la rue de Lourcine - Una producció Pathé
- 1910 : L'Enfance d'Oliver Twist ou Oliver Twist de Camille de Morlhon i André Calmettes
- 1910 : Vitellius  de Henri Pouctal
- 1911 : L'Anniversaire de Mademoiselle Félicité  de Georges Denola
- 1911 : Le Pot de confitures  de Georges Denola - Tante Ursule
- 1911 : La Suggestion du baiser ou L'envie d'embrasser de Georges Monca
- 1911 : Votre femme vous trompe  de Georges Monca
- 1911 : L'Anniversaire de Mademoiselle Félicité de Georges Denola
- 1911 : Un monsieur qui a un tic   d'Albert Capellani
- 1912 : Œil pour œil Una producció Pathé
- 1912 : Bébé n'aime pas sa concierge - Una producció Pathé
- 1912 : J'en ai assez de ta mère - Una producció Lux Film
- 1912 : Les Femmes députées   Realització anònima
- 1913 : Don Quichotte  de Camille de Morlhon - La femme de Sancho
- 1913 : Léonce et Poupette de Léonce Perret - Miss John
- 1913 : Les Millions de la bonne de Louis Feuillade - La Chaloupié
- 1913 : La Momie de Louis Feuillade - La Pétoulin
- 1913 : Les Somnambules de Louis Feuillade - La caissière
- 1914 : L'Illustre Mâchefer de Louis Feuillade - La mairesse
- 1914 : Le Jocond de Louis Feuillade
- 1914 : Monsieur Charlemagne de Léon Poirier - Mlle Grandjacot
- 1914 : Le Nid de Léon Poirier
- 1915 : La Pintade et le Pinson de Marcel Lévesque
- 1915 : Jeanne Doré de Louis Mercanton
- 1916 : Dormez...je le veux de Marcel Simon - Francine
- 1916 : Vous n'avez rien à déclarer ? [3] de Marcel Simon - Mme Dupont
- 1917 : Esprit es-tu là? de Fernand Rivers - Mme Picroche
- 1918 : Fauvette de Gérard Bourgeois
- 1920 : La Révoltée (difosa en 4 partis) de Gaston Leprieur
- 1922 : La Fille des chiffonniers  de Henri Desfontaines - La Mère Moscou
- 1922 : Les Mystères de Paris [4] de Charles Burguet - La Goualeuse
- 1923 : Les Étrennes à travers les âges curtmetratge de Pierre Colombier
- 1923 : La Souriante Madame Beudet de Germaine Dulac
- 1923 : Geneviève de Léon Poirier - La bourgeoise
- 1923 : Gossette [5] de Germaine Dulac - Mme Bonnefoy dite : Mère Titine
- 1923 : Chalumeau chez le couturier curtmetratge de Georges Monca i Joseph Hémard
- 1923 : La Malchanceuse  d'Émile-Bernard Donatien - La mégère
- 1924 : Le loup-garou de Jacques Roullet et Pierre Bressol - La Boule
- 1924 : L'Ornière d'Édouard Chimot - Une manucure
- 1925 : Faubourg Montmartre de Charles Burguet - Mme Pallardin
- 1925 : Madame Sans-Gêne de Léonce Perret - La Roussette
- 1925 : Paris en 5 jours de Nicolas Rimsky i Pierre Colombier - Le capitaine de l'armée du salut
- 1926 : La Tournée Farigoule de Marcel Manchez - Fleur de printemps
- 1926 : 600.000 francs par mois de Robert Péguy i Nicolas Koline - Ernestine Galupin
- 1926 : Eh bien ! dansez maintenant d'Émilien Champetier - La concierge
- 1926 : Va promener le chien de Gauthier Debère
- 1927 : Muche de Robert Péguy - La cabaretière
- 1927 : Croquette, une histoire de cirque  de Louis Mercanton -  Tromboli
- 1927 : La maison sans amour d'Émilien Champetier - Mme de Coulaines, mère de Laurence
- 1928 : L'Aigle de la sierra de Louis de Carbonnat - Juliana
- 1929 : Les Deux Timides de René Clair - Annette, la vieille fille
- 1929 : Contrastes curtmetratge de René Guy-Grand
- 1929 : Noces d'argent curtmetratge de Maurice Champreux
- 1929 : Rosalie curtmetratge de Maurice Champreux i Robert Beaudoin
- 1930 : L'Ingénu libertin d'Émilien Champetier - Mme Portebeaux
- 1930 : La Dernière Berceuse de Gennaro Righelli i Jean Cassagne
- 1930 : Marius à Paris curtmetratge de Roger Lion
- 1930 : Jour de noces curtmetratge de 34 min de Maurice Gleize
- 1930 : La Meilleure Bobonne curtmetratge de Marc Allégret - Zénobie, la bonne
- 1930 : Nos maîtres les domestiques de Grantham-Hayes
- 1930 : Paramount on Parade de Charles de Rochefort
- 1931 : Il est charmant de Louis Mercanton
- 1931 : Magie moderne de Dimitri Buchowetzki
- 1931 : Y'en a pas deux comme Angélique de Roger Lion
- 1931 : La Chance de René Guissart
- 1931 : Un chien qui rapporte de Jean Choux
- 1931 : Cœur de lilas d'Anatole Litvak
- 1931 : Une histoire entre mille de Max de Rieux
- 1931 : Attaque nocturne de Marc Allégret - (curtmetratge)
- 1931 : Bric-à-brac et compagnie d'André Chotin - (curtmetratge)
- 1931 : Le Collier de Marc Allégret - (curtmetratge)
- 1931 : Le Collier de perles de Louis Mercanton - (curtmetratge)
- 1931 : Le Lit conjugal de Roger Lion - (curtmetratge)
- 1931 : Par TSF de Louis Mercanton - (curtmetratge)
- 1931 : Pas sur la bouche de Nicolas Rimsky et Nicolas Evreïnoff
- 1931 : Quand te tues-tu ? de Roger Capellani
- 1931 : La Bande à Bouboule de Léon Mathot
- 1932 : Les As du turf de Serge de Poligny
- 1932 : Avec l'assurance de Roger Capellani
- 1932 : Une étoile disparait de Robert Villers
- 1932 : Le Cordon bleu de Karl Anton
- 1932 : Le Picador de Jaquelux
- 1932 : Rivaux de la piste de Serge de Poligny
- 1932 : Austerlitz 21-22 d'André Bay - (curtmetratge)
- 1932 : Un beau mariage de Carlo Felice Tavano - (curtmetratge)
- 1932 : Haut les mains !!! de Maurice Champreux - (curtmetratge)
- 1933 : La Poule de René Guissart
- 1933 : La Voix sans visage de Leo Mittler
- 1933 : Vive la compagnie de Claude Moulins
- 1933 : La Vierge du rocher de Georges Pallu
- 1933 : Matricule 33 de Karl Anton - sous réserves
- 1933 : L'Ami Fritz de Jacques de Baroncelli
- 1933 : Cette vieille canaille d'Anatole Litvak
- 1933 : Ciboulette de Claude Autant-Lara
- 1933 : Incognito de Kurt Gerron
- 1933 : Judex 34 de Maurice Champreux
- 1933 : Trois balles dans la peau de Roger Lion
- 1934 : Adémaï aviateur de Jean Tarride
- 1934 : Amok de Fedor Ozep
- 1934 : Zouzou de Marc Allégret
- 1934 : Le Petit Jacques de Gaston Roudès
- 1934 : Nous ne sommes plus des enfants d'Augusto Genina
- 1934 : La Cinquième Empreinte de Karl Anton
- 1934 : La Caserne en folie de Maurice Cammage
- 1934 : Brevet 95-75 de Pierre Lequim
- 1934 : L'Auberge du petit dragon de Jean de Limur
- 1934 : Trois cents à l'heure de Willy Rozier
- 1934 : Si j'étais le patron de Richard Pottier : Mme Pichu
- 1934 : La Porteuse de pain de René Sti
- 1934 : Le Roi des Champs-Élysées de Max Nosseck :  Garnier
- 1934 : Sans famille de Marc Allégret
- 1934 : Sidonie Panache de Henry Wulschleger
- 1934 : Les Deux Mousquetaires de Nini de Max de Rieux - (curtmetratge)
- 1934 : Une vocation irrésistible de Jean Delannoy - (curtmetratge)
- 1935 : La Rosière des halles de Jean de Limur
- 1935 : Un soir de bombe de Maurice Cammage
- 1935 : Train de plaisir de Léo Joannon
- 1935 : Barcarolle de Gerhard Lamprecht et Roger Le Bon
- 1935 : Les Époux célibataires d'Arthur Robison i Jean Boyer
- 1935 : Fanfare d'amour de Richard Pottier
- 1935 : Ferdinand le noceur de René Sti
- 1935 : Les Gaietés de la finance de Jack Forrester
- 1935 : La Fille de madame Angot de Jean Bernard-Derosne
- 1935 : Haut comme trois pommes de Ladislas Vajda et Pierre Ramelot
- 1935 : L'Impossible Aveu de Guarino Glavany
- 1935 : Un oiseau rare de Richard Pottier
- 1935 : Pluie d'or de Willy Rozier
- 1935 : Les Conquêtes de César de Léo Joannon
- 1935 : Le Père La Cerise de Robert Péguy - (curtmetratge)
- 1935 : Un drôle de numéro de Léo Mora - (curtmetratge)
- 1935 : Gai, gai marions-nous de Pierre Weill - (curtmetratge)
- 1935 : Papa Sandwich de Pierre Weill - (curtmetratge)
- 1935 : Son frère de lait de Georges Pallu i Max Lerel - (curtmetratge)
- 1935 : Le Tampon du colonel de Georges Pallu i Max Lerel
- 1935 : Le Vase étrusque de Georges Pallu i Max Lerel
- 1936 : Le Vagabond bien-aimé de Curtis Bernhardt
- 1936 : Les Deux Gamines de René Hervil i Maurice Champreux
- 1936 : Ma tante Eulalie de Max Lerel - (curtmetratge)

|}

## Teatro
- 1890: El Rapto de Sabine de Léon Gandillot, théâtre de Cluny
- 1891: París puerto de mero, revista de Henri Blondeau y Hector Monréal, théâtre des Variétés
- 1901: El Auréole de Henry de Gorsse y Jules Chancel, théâtre del Athénée
- 1902: Leurs Amantes de Maurice de Féraudy, théâtre del Athénée
- 1903: Le Jumeau de Auguste Monnier, théâtre des Folies-Dramatiques
- 1904: Nuit de bodas de Henri Kéroul et Albert Barré, théâtre des Folies-Dramatiques
- 1905: Volcán de amour de Michel Carré, théâtre des Folies-Dramatiques
- 1906: La Troupe de Chambertin de Paul Delaroy, théâtre des Folies-Dramatiques
- 1907: Le Contrôleur des wagons-lits de Alexandre Bisson, théâtre du Palais-Royal
- 1907: Panachot gendarme de André Mouëzy-Éon y Paul Gavault, théâtre du Palais-Royal
- 1907: Le Satyre de Georges Berr y Marcel Guillemaud, théâtre du Palais-Royal
- 1910: El Éprouvette de Henri Kéroul y Albert Barré, Théâtre du Palais-Royal
- 1912: La Femme seule de Eugène Brieux, Théâtre du Gymnase
- 1916: Señora Bou-dou-ba-da-bou, en el concierto Mayol .[6]
- 1921: Chéri de Colette, puesta en escena Robert Clermont, théâtre Michel à Paris
- 1922: La Belle Angevine de Maurice Donnay y André Rivoire, Théâtre des Variétés
- 1923: Ciboulette de Robert de Flers y Francis de Croisset, música Reynaldo Hahn, Théâtre des Variétés
- 1923: La Vagabonde de Colette y Léopold Marchand, théâtre de la Renacimiento
- 1926: Un Ménage à la page, la mère Bouchetru, compañía Gustave Damien, Troyes
- 1929: Le Coucher de la mariée, de Félix Gandéra, al Théâtre Rochechouart, con la Tournée Gustave Damien
- 1933: Marc-Aurèle de Jean Le Marois, théâtre de Avenue